# Libanon op de Olympische Zomerspelen 1968
Libanon nam deel aan de Olympische Zomerspelen 1968 in Mexico-Stad, Mexico. Voor de derde keer op rij werd geen medaille gewonnen.

## Deelnemers en resultaten

### Gewichtheffen
| Olympiër          | Discipline  | Resultaat | Prestatie |
| ----------------- | ----------- | --------- | --------- |
| Mohamed Tarabulsi | -67,5kg (m) | 14e       | 377,5kg   |

### Schermen
| Olympiër      | Discipline | Resultaat | Prestatie                                 |
| ------------- | ---------- | --------- | ----------------------------------------- |
| Ali Cheker    | degen (m)  | 33e       | 1ste ronde groep B: 5de met 1 overwinning |
| Kalil Kallas  | degen (m)  | 33e       | 1ste ronde groep E: 5de met 1 overwinning |
| Souheil Ayoub | floret (m) | 33e       | 1ste ronde groep H: 5de met 1 overwinning |

### Schietsport
| Olympiër     | Discipline | Resultaat | Prestatie  |
| ------------ | ---------- | --------- | ---------- |
| Tanios Harb  | skeet      | 41e       | 179 punten |
| Spiro Hayek  | skeet      | 39e       | 180 punten |
| Elias Salhab | trap       | 18e       | 191 punten |

### Wielersport
| Olympiër         | Discipline                    | Resultaat | Prestatie                      |
| Baan             | Baan                          | Baan      | Baan                           |
| ---------------- | ----------------------------- | --------- | ------------------------------ |
| Tarek Abou-Zahab | sprint (m)                    | 47e       | serie 4: 3de                   |
| Tarek Abou-Zahab | tijdrit (m)                   | 32e       | 1.16,18                        |
| Tarek Abou-Zahab | individuele achtervolging (m) | 21e       | kwalificatie: 21ste in 5.35,42 |
| Weg              |                               |           |                                |
| Tarek Abou-Zahab | wegwedstrijd (m)              | DNF       | niet gefinisht                 |

### Worstelen
| Olympiër       | Discipline     | Resultaat      | Prestatie                                                                                   |
| Grieks-Romeins | Grieks-Romeins | Grieks-Romeins | Grieks-Romeins                                                                              |
| -------------- | -------------- | -------------- | ------------------------------------------------------------------------------------------- |
| Jean Nakouzi   | -57kg (m)      | 13e            | 1ste ronde: W van CAN Singerman 2de ronde: V van MEX Guerra 3de ronde: V van BEL Spaenhoven |
| Hasan Bechara  | -97kg (m)      | 15e            | 1ste ronde: V van TCH Kment 2de ronde: V van ROU Busoi                                      |

### Zwemmen
| Olympiër         | Discipline          | Resultaat | Prestatie              |
| Baan             | Baan                | Baan      | Baan                   |
| ---------------- | ------------------- | --------- | ---------------------- |
| Yacoub Masboungi | 100m vrije slag (m) | 58e       | serie 4: 7de in 1.00,5 |
| Yacoub Masboungi | 100m rugslag (m)    | 34e       | serie 3: 7de in 1.11,6 |

Afghanistan · Algerije · Amerikaanse Maagdeneilanden · Argentinië · Australië · Bahama's · Barbados · België · Bermuda · Birma · Bolivia · Bondsrepubliek Duitsland · Brazilië · Brits-Honduras · Bulgarije · Canada · Centraal-Afrikaanse Republiek · Ceylon · Chili · Colombia · Congo-Kinshasa · Costa Rica · Cuba · Denemarken · Dominicaanse Republiek · Duitse Democratische Republiek · Ecuador · El Salvador · Ethiopië · Fiji · Filipijnen · Finland · Frankrijk · Ghana · Griekenland · Groot-Brittannië · Guatemala · Guinee · Guyana · Honduras · Hongarije · Hongkong · Ierland · IJsland · India · Indonesië · Irak · Iran · Israël · Italië · Ivoorkust · Jamaica · Japan · Joegoslavië · Kameroen · Kenia · Koeweit · Libanon · Libië · Liechtenstein · Luxemburg · Madagaskar · Maleisië · Mali · Malta · Marokko · Mexico · Monaco · Mongolië · Nederland · Nederlandse Antillen · Nicaragua · Nieuw-Zeeland · Niger · Nigeria · Noorwegen · Oeganda · Oostenrijk · Pakistan · Panama · Paraguay · Peru · Polen · Portugal · Puerto Rico · Roemenië · San Marino · Senegal · Sierra Leone · Singapore · Soedan · Sovjet-Unie · Spanje · Suriname · Syrië · Taiwan · Tanzania · Thailand · Trinidad en Tobago · Tunesië · Turkije · Tsjaad · Tsjecho-Slowakije · Uruguay · Venezuela · Verenigde Arabische Republiek · Verenigde Staten · Vietnam · Zambia · Zuid-Korea · Zweden · Zwitserland